# Ребристая сердцевидка
Ребристая сердцевидка (лат. Cardium costatum) — вид морских двустворчатых моллюсков из семейства сердцевидок. Раковина ребристая, белая, длиной 8 см. Обитает у западного побережья Африки.
Раковину моллюска художники часто изображали на картинах, например, в «Рождении Венеры» С. Боттичелли. Её форма использована также в архитектурном декоре стиля рококо (рокайль).